# Murder (jeu vidéo)
Pour les articles homonymes, voir Murder.
Murder est un jeu vidéo développé par Benedict Hummel et Anselm Pyta et édité par le studio Seufz, sorti en 2014 sur navigateur web. C'est un jeu d'ambiance centré sur un ancien assassin élevé à la fonction de roi. Le jeu se déploie comme une analyse expérimentale sur le pouvoir, la confiance, la méfiance et la boucle infinie de l'avidité et du besoin pendant que le joueur s'engage dans une série d'assassinats et d'arrestations.

## Trame
Dans le royaume D'HumPyt un vieux roi est assassiné par un criminel notoire et conformément à la loi établie dans le royaume, il devient lui-même roi. Cette fonction prestigieuse lui permet de laver ses crimes passés mais, s'il veut conserver son trône, le jeune roi va devoir surveiller ses arrières et savoir notamment distinguer les vrais alliés parmi de nombreux traîtres!

## Système de jeu
Au début du jeu, le joueur contrôle l’assassin qui essaie de tuer le roi ce qui n'est possible que si on appuie sur la touche espace, une fois roi, d'autres criminels tenteront d'assassiner le nouveau roi. Toujours à l'aide de la touche espace, le joueur doit les faire arrêter avant qu'ils n'aient le temps d'accomplir leur méfait. 
Si certains veulent la mort du roi, d'autre le soutiendrons et l'aideront à se maintenir sur le trône. Il y a aussi des catégories particulières : par exemple, le bouffon veut tuer le roi mais s'il y arrive, il ne cherchera pas à le remplacer et se débarrassera de la couronne, abolissant de fait la monarchieou les trois villageois qui veulent faire la révolution ou encore un valet qui va te faire faire un mariage et vous allez faire 2 enfants, ou encore le personnage blond qui deviends "dieux" ou la fin spécial de notre personnage la fin ou il est assit sur son trône. Nous vous laissons découvrir les autres fins car oui ce jeux a plusieurs fin.

## Accueil
Ce jeu court, décontracté et rapide a été très bien accueilli et a été joué plus de 40 millions de fois sur le web et dans diverses expositions de jeux vidéo comme Fantastic Arcade.